# 東都農站

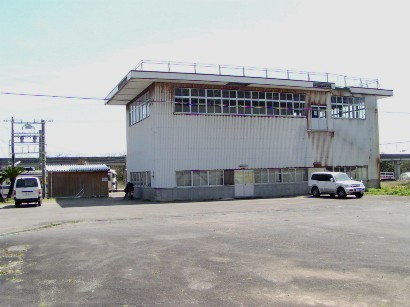
未拆卸磁浮實驗線展望台前的車站外觀。（2005年3月）

東都農站（日语：／ Higashi-Tsuno eki */?）是位於宮崎縣兒湯郡都農町，九州旅客鐵道（JR九州）的日豐本線車站，現時為無人車站。

## 車站構造
現時採用簡易車站模式，沒有站房，並以1號月台上的候車亭作為掛置路線圖、車費表、看板等車站設備，以及放置一部投幣式電話。
站外左側設有附近儲物用的信號控制室；右側為設有男、女獨立使用的洗手間一座。

### 舊站房
採用與土土呂站相同的簡易站房，左側為候車室，右側為開放式通道，並以鐵架承托候車室及通道上的上蓋。

### 磁浮實驗線展望台及軌道
該兩層高水泥大樓，用作展示與磁浮實驗線相關的展品，二樓可以透過窗戶觀看遠處的磁浮實驗線，但隨實驗線1996年終結試驗，相關的展望台亦於10年後的2006年被拆去。原址現建成了現時的洗手間。而原來全長3.6公里的實驗路軌，亦由國際航業透過於與宮崎縣政府及都農町政府的協商，將其改成在上面設置了12,520塊的太陽能板，工程於2010年9月開始，2011年2月完成，相關的路軌變成了「都農第二發電所」。

### 月台
側式月台2座。月台之間以行人天橋連接。
上下行特急列車會利用1號月台通過。
| 月台 | 路線      | 方向 | 前往                                           | 備註 |
| ---- | --------- | ---- | ---------------------------------------------- | ---- |
| 1･2  | ■日豐本線 | 上行 | 延岡方向                                       |      |
| 1･2  | ■日豐本線 | 下行 | 南宮崎、宮崎機場、田野、西都城、鹿兒島中央方向 |      |

## 歷史
- 1952年8月21日：日本國有鐵道開設此站[1]。
- 1974年11月20日：取消行李提取服務。
- 1987年4月1日：國鐵分割民營化，車站由九州旅客鐵道（JR九州）營運。
- 1996年6月1日：隨宮崎綜合鐵道事業部（日语：宮崎総合鉄道事業部）成立，車站從大分分社（日语：九州旅客鉄道大分支社）改為鹿兒島分社（日语：九州旅客鉄道鹿児島支社）管理。
- 2006年：建於車站附近的磁浮實驗線的資料館及瞭望樓被拆去。
- 2022年4月1日：隨宮崎綜合鐵道事業部改組，並且昇格為宮崎支社（日语：九州旅客鉄道宮崎支社），車站管理權由宮崎支社承繼[6]。

## 使用狀況
以下為近年1日平均乘車人次，2016年度起JR九州再沒有提供數據。
| 年度   | 1日平均 乘車人次 |
| ------ | ---------------- |
| 1996年 | 59               |
| 1997年 | 58               |
| 1998年 | 51               |
| 1999年 | 51               |
| 2000年 | 50               |
| 2001年 | 49               |
| 2002年 | 46               |
| 2003年 | 36               |
| 2004年 | 34               |
| 2005年 | 34               |
| 2006年 | 45               |
| 2007年 | 54               |
| 2008年 | 57               |
| 2009年 | 55               |
| 2010年 | 56               |
| 2011年 | 61               |
| 2012年 | 61               |
| 2013年 | 58               |
| 2014年 | 50               |
| 2015年 | 51               |

## 相鄰車站
九州旅客鐵道
■日豐本線
美美津－東都農－都農

## 外部連結
- JR九州東都農站 （页面存档备份，存于）